# Home of the Brave
Home of the Brave (br: A Volta dos Bravos, pt: Terra de Bravos) é um filme de drama e guerra de 2006 dirigido e produzido por Irwin Winkler, que conta a história de soldados Americanos que foram para o Iraque e têm que voltar para o país. As cenas foram filmadas em Marrocos e Washington, D.C.

## Elenco
- Samuel L. Jackson como LTC William "Will" Marsh
- Jessica Biel como SGT Vanessa Price
- Brian Presley como SPC Tommy Yates
- 50 Cent como SPC Jamal Aiken
- Chad Michael Murray como PVT Jordan Owens
- Christina Ricci como Sarah Schivino
- Victoria Rowell como Penelope Marsh
- Mark Anthony Parrish como Soldado #2
- Vyto Ruginis como Hank Yates

## Recepção

### Bilheteria
O filme foi aberto em apenas 3 cinemas em 2006 e ganhou $51,708 na bilheteria nacional e $447,912 no resto do mundo. Originalmente lançado em 15 de dezembro de 2006, para consideração do Oscar, o estúdio de produção repensou que o padrão de liberação e decidiu tirá-lo dos cinemas, pensando em mostrá-lo para um público maior no final do ano. Ele foi re-lançado em 11 de maio de 2007, em 44 cinemas, mas isso não aumentou os ganhos financeiros do filme.

### Resposta da crítica
O filme recebeu críticas negativas por parte dos críticos. Rotten Tomatoes atualmente dá a Home of the Brave uma classificação de 22% em seu site, indicando "comentários podres". The A.V. Club nomeou-o em seus 100 principais fracassos. TV Guide deu ao filme 2 estrelas de 4 e comentou que o filme "começa com um estrondo e termina em um longo, demorado gemido" e Stephen Holden do The New York Times disse que "sentir como se você tivesse apenas sentou através de um sério filme feito para televisão" e no final "um fracasso honroso".

### Home media
O filme vendeu 236,905 cópias, um total de $4,735,731.

## Prêmios
Foi nomeado para um Globo de Ouro de Melhor Canção Original ("Try Not to Remember"), que foi realizada por Sheryl Crow. Jessica Biel e Samuel L. Jackson cada um recebeu uma indicação ao Prism Award para Performance em um Longa-Metragem.